# Кальвизий, Зет
Зет Кальви́зий (лат. Sethus Calvisius, настоящее имя Зет Кальвиц, нем. Seth Kalwitz; 21 февраля 1556, Горслебен, Тюрингия — 24 ноября 1615, Лейпциг) — немецкий теоретик музыки, историк,  астроном, филолог, композитор.

## Очерк биографии
Родился в бедной крестьянской семье. Окончил гимназию в Магдебурге в 1572 году, учился в Гельмштедтском и Лейпцигском университетах. В 1582 году стал музыкальным руководителем знаменитой гимназии Шульпфорта в Наумбурге. Помимо музыки преподавал там классические языки (латынь, греческий), иврит, общую историю («хронологию»). В 1594 году переехал в Лейпциг, где до конца жизни работал кантором церкви святого Фомы, отказываясь от предложений нескольких университетов занять кафедру математики.

## Наука и творчество
Основной научный труд Кальвизия в области астрономии — хронологические таблицы, сопоставляющие по времени события из истории различных народов древности на основании сведений о более чем 300 затмениях: «Opus chronologicum…» (1605).
В ходе работы над таблицами Кальвизий советовался со Ж. Ж. Скалигером, который, в свою очередь, использовал расчёты Кальвизия в своих работах. К астрономическим и хронологическим наблюдениям Кальвизия имеет прямое отношение также предложенная им реформа григорианского календаря. В круг общения Кальвизия входили ведущие немецкие учёные, в том числе Иоганн Кеплер, Михаэль Преториус, Барифон, Николаус Генгенбах, Иоганн Липпий (был его учеником).
Из музыкальных трудов Кальвизия наиболее известен первый — «Мелопея» (1592), в центре которого хорошо спланированное и ясно изложенное учение о многоголосной музыкальной композиции, в латинской терминологии — musica poetica. Труд состоит из большого пролога и 21 главы, в которых сформулированы композиционные «правила» (regulae) и даны многочисленные нотные примеры, иллюстрирующие применение этих правил. Проблеме взаимодействия музыки и слова в «Мелопее» посвящена глава 18. Из авторитетов в «Мелопее» явственней всего ощущается опора на Дж. Царлино. Введённые здесь Кальвизием как адаптированный перевод Царлино термины dux (вождь) и comes (спутник) стали позднее в Европе общеупотребительными (а не оригинальные термины Царлино la guida и il consequente).
Научный характер имеют три поздних труда (два изданы 1600, третий — в 1611), названные автором «музыкальными упражнениями» (exercitationes musicae). Первое посвящено ладам. Второе, «О возникновении и развитии музыки» (De initio et progressu musices), представляет собой курс истории музыки и музыкальной науки — от библейской древности до Лассо (в музыке) и Царлино (в теории музыки); чаще других автор ссылается на более консервативного автора, Франкино Гафури. Третье «Упражнение», построенное в виде диспута с Ипполитом Хубмайером, содержит обсуждение самых разных аспектов теории музыки, от микроинтервалов (Quaestiones 15, 17, 18) и «проблемы» слога Si в звукоряде (Q. 5) до классификации видов музыки (Q. 20, 21) и музыкальной риторики (Q. 8-11).

### Боцедизация
Кальвизий был адептом новой системы сольмизации, изобретателем которой считается фламандский музыкант Хуберт Вальрант. В отличие от традиционной Гвидоновой (основанной на гексахорде) сольмизации, «боцедизация» (современный термин, от названия использованных слогов - bo ce di ga lo ma ni) охватывала все 7 ступеней диатонического звукоряда и таким образом делала ненужными частые (гексахордовые) мутации:

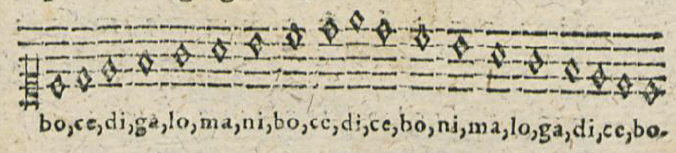
Образец боцедизации из трактата «Второе музыкальное упражнение» (1600)

Впервые Кальвизий изложил основы нового метода во втором «Упражнении» (1600), затем — во 2-м издании своего учебника ЭТМ (1612). К боцедизации ему пришлось вернуться и в третьем «Упражнении» (1611; Q. 19), отвечая на резкую критику Хубмайера.

### Музыкальные сочинения
Композиторское наследие Кальвизия включает исключительно хоровую церковную музыку: гимны (на латинские и немецкие тексты), каноны, мотеты, двух- и трёхголосные учебные пьесы на 2 и 3 голоса (так называемые бицинии и трицинии), четырёхголосные обработки лютеранских духовных песен («Harmonia cantionum ecclesiasticarum», 1597).

## Труды
- Мелопея, или метод создания мелодии (полное заглавие: ΜΕΛΟΠΟIΙΑ sive melodiae condendae ratio, quam vulgo Musicam Poëticam vocant, ex veris fundamentis extructa et explicata). Erfurt: Georg Baumann, 1592; R Magdeburg, 1630 (трактат издан в одном переплёте с книгой «Плеяды» Барифона). Новое издание лат. текста, рус. перевод и комментарии С. Н. Лебедева и А. М. Салтыковой в кн. Научный вестник Московской консерватории. 2022, № 1, с. 8–93; 2022, № 2, с. 224–315.
- Музыкальный компендий для новичков (Compendium musicae pro incipientibus conscriptum). Leipzig, 1594; R Leipzig, 1602; новая редакция (Jena, 1612) – под названием «Новые и легчайшие наставления в музыкальном искусстве... для новичков» (Musicae artis praecepta nova et facilima [sic]... pro incipientibus conscripta)[9].
- Два музыкальных упражнения (Exercitationes musicae duae). Leipzig, 1600; R Hildesheim: Olms, 1973:

[Первое упражнение]. О музыкальных ладах, которые обычно называют тонами, и о том, как их правильно понимать и оценивать (De modis musicis, quos vulgo tonos vocant, recte cognoscendis, et dijudicandis);
[Второе упражнение]. О возникновении и развитии музыки, и о других относящихся к нему [развитию] предметах (De initio et progressu musices, aliisque rebus eo spectantibus).
- Opus chronologicum ex autoritate potissimum sacrae scripturae et historicorum fide dignissimorum, ad motum luminarium coelestium, tempora & annos distinguentium, secundum characteres Chronologicos contextum, trecentis fere Eclipsibus annotatis confirmatum & deductum usq; ad nostra tempora. Leipzig, 1605; Frankfurt am Main, 1620.
- Третье музыкальное упражнение. О некоторых главных вопросах в музыкальном искусстве (полное заглавие: Exercitatio musica tertia De praecipuis quibusdam in arte musica quaestionibus, quibus praecipua eius theoremata continentur; Leipzig, 1611; R Hildesheim: Olms, 1973)
- Указатель григорианского календаря (Elenchus calendarii Gregoriani). Leipzig, 1613
- Формула нового календаря (Formula calendarii novi). Leipzig, 1613
- Тезаурус латинской речи (Thesaurus latini sermonis). Leipzig, 1610; ed. secunda, Quedlinburg, 1653
- Учебный латинско-немецкий словарь (Enchiridion lexici Latino-Germanici). Leipzig, 1613; многие переиздания.